# Alexander Murray, 1:e baron Murray av Elibank
Alexander William Charles Oliphant Murray, 1:e baron Murray av Elibank, född den 12 april 1870, död den 13 september 1920, var en brittisk politiker, son till den skotske jordmagnaten viscount Elibank.
Elibank var 1906-12 medlem av underhuset och tillhörde Asquiths ministär som understatssekreterare för Indien 1909-10 och "förste inpiskare" (parlamentssekreterare vid skattkammaren) 1910-12 samt företog i sistnämnda egenskap en grundlig teknisk omorganisation av det liberala regeringspartiet. År 1912 lämnade Elibank, dittills förande titeln "master of Elibank", ministären för att ägna sig åt enskild affärsverksamhet och upphöjdes därvid till peer (baron Murray av Elibank). Han var sedan delägare i firman S. Pearson and Son Ltd och som sådan starkt intresserad av central- och sydamerikanska oljeförekomster.